# The Sarah Jane Adventures
The Sarah Jane Adventures (no Brasil, As Aventuras de Sarah Jane) é uma série de ficção científica britânica, produzida pela BBC Cymru Wales para a CBBC, criada por Russell T Davies e estrelada por Elisabeth Sladen. O programa é um spin-off de Doctor Who e acompanha as aventuras de Sarah Jane Smith, uma jornalista investigativa de meia-idade que, em sua juventude, fez diversas viagens através do tempo e espaço. A série estreou na BBC One com um episódio especial de sessenta minutos de duração, "Invasion of the Bane", em 1 de janeiro de 2007. Mais tarde, uma temporada com dez episódios de 25 minutos começou a ser exibida em 24 de setembro de 2007. A primeira temporada consiste em cinco histórias de duas partes e uma segunda temporada, abrangendo seis histórias de duas partes, passou a ser exibida em 29 de setembro de 2008. Uma terceira temporada, novamente com seis histórias de duas partes que fazem um total de doze episódios, desta vez com Russell como produtor executivo, foi exibida entre 15 de outubro e 20 de novembro de 2009.
A quarta temporada iniciou a sua exibição em 11 de outubro de 2010. Um episódio de outro spin-off, Sarah Jane's Alien Files, foi exibido imediatamente após cada primeiro episódio de uma história. As filmagens de três das seis histórias de duas partes planejados para a quinta temporada foram concluídas antes da morte de Elisabeth Sladen, em 19 de abril de 2011. E, apesar, de alguns veículos da imprensa britânica, como o The Sun, terem noticiado que a produção da série iria continuar, a BBC afirmou que mais nenhum episódio iria ser filmado. A última temporada começou a ser exibida em 3 de outubro de 2011 e foi encerrada duas semanas depois, em 18 de outubro.
The Sarah Jane Adventures foi indicado para diversos prêmios, que incluem um BAFTA infantil na categoria drama, em 2008, e para um BAFTA Cymru em 2009, na categoria drama infantil. O programa ganhou um prêmio Royal Television Society pela melhor série de drama infantil, em 2010.

## Antecedentes e desenvolvimento
Em 2006, a Children's BBC expressou o interesse na produção de um spin-off de Doctor Who. A ideia inicial do canal era a de "um drama baseado no conceito de um jovem Doctor Who", mas Russell T Davies rejeitou-a. "De algum modo, a ideia de um Doutor de quatorze anos, em Gallifrey, inventando chaves de fenda sônicas, acaba com o mistério de quem ele é e de onde veio", disse Davies. Ao invés disso, ele sugeriu uma série sobre a antiga companheira do Doutor, Sarah Jane Smith.
A personagem Sarah Jane Smith, interpretada por Sladen, fez parte da série Doctor Who entre 1973 e 1976, acompanhando o Jon Pertwee como o Terceiro Doutor e, posteriormente, Tom Baker como o Quarto Doutor. Um episódio piloto de outro spin-off da série, K-9 and Company, feito em 1981, tinha como protagonistas Sarah Jane e o cão robô K-9; no entanto, uma série completa nunca foi produzida.
Sarah Jane é geralmente votada como a companheira mais popular de Doctor Who, tanto pelos fãs da série quanto pelo público em geral. A primeira notícia de que uma nova série centrada na personagem poderia ser criada foi divulgada antes da exibição de "School Reunion", pelo The Sun; na época, a reportagem sugeriu que ambos, Sarah Jane e K-9, iriam aparecer na série. A confirmação de que uma série sobre a personagem estava sendo desenvolvida foi dada através do boletim de notícias da BBC, Ariel, no início de agosto de 2006. Esses primeiros rumores apontavam o título da série como Sarah Jane Investigates.
O robô K-9 aparece apenas duas vezes em The Sarah Jane Adventures, fazendo uma participação no episódio especial e uma aparição no último episódio da primeira série. Isto foi devido ao desenvolvimento simultâneo de uma série infantil K-9, produzida independentemente e que protagoniza uma versão remodelada de K-9, com apenas referências indiretas a Doctor Who. No entanto, o robô apareceu em 2009 em um sketch para a organização de caridade Comic Relief e ainda em seis episódios da terceira série. Ele faz suas duas últimas aparições na série, no primeiro e no último episódio da série 4.

### Produção
A produção da série completa começou em abril de 2007. Duas das cinco histórias de duas partes foram roteirizadas pelo coescritor Gareth Roberts. O escritor de Bad Girls e New Captain Scarlet, Phil Ford, escreveu duas e Phil Gladwin uma história. O criador e produtor executivo, Russell T Davies, ia escrever uma história, mas foi forçado a desistir devido as tarefas como produtor executivo.

## Elenco e equipe de produção
Além de Sladen, a primeira série do programa contou com Yasmin Paige como Maria Jackson, a vizinha de treze anos de Sarah Jane (em Ealing, Londres), e Tommy Knight como Luke, um garoto que é adotado por Sarah ao final da história introdutória. O terceiro membro da equipe de Sarah Jane é um garoto de quatorze anos chamado Clyde Langer, interpretado por Daniel Anthony, que aparece pela primeira vez no primeiro episódio da série em si. A atriz Porsha Lawrence Mavour interpretou uma amiga de Maria, Kelsey Harper, apenas no especial de Fim de Ano Invasion of the Bane, que foi criado antes do início da série. Maria e sua família se mudam na primeira história da segunda série, The Last Sontaran, mas ela e seu pai retornam para uma breve aparição em The Mark of the Berserker. Na segunda história dessa mesma série, The Day of the Clown, diversos novos personagens são introduzidos ao elenco principal: Rani Chandra e seus pais, Haresh e Gita (interpretados por Anjli Mohindra, Ace Bhatti e Mina Anwar, respectivamente).
Joseph Millson aparece ao longo da primeira série como o pai de Maria, Alan, que recentemente se separou de Chrissie Jackson, mãe de Maria, interpretada por Juliet Cowan. Outro membro do elenco principal é Alexander Armstrong da duo cômico Armstrong e Miller, que da voz ao Sr. Smith, um computador extraterrestre que fica no sótão da casa de Sarah Jane. O especial de 2007, contou com a participação de Samantha Bond como a vilã Mrs Wormwood e Jamie Davis como seu assistente de relações públicas, Davey. As participações especiais da primeira série incluem: Jane Asher como Andrea Yates, uma amiga de infância de Sarah Jane, Floella Benjamin como Professora Rivers, que retorna na série 2, 3 e 5, e Phyllida Law como Bea Nelson-Stanley. A segunda série conta com as participações de Bradley Walsh como um palhaço alienígena vilão na história The Day of the Clown e Russ Abbot como um astrólogo sinistro em Secrets of the Stars. Também aparecem na segunda série Gary Beadle e Jocelyn Jee Esien, que interpretaram os pais de Clyde, Paul e Carla, em The Mark of the Berserker; Esien repetiu brevemente seu papel na série 4 e na série 5, onde teve mais importância. Nicholas Courtney apareceu em Enemy of the Bane como um personagem da série clássica de Doctor Who, Sir Alistair Lethbridge-Stewart, e Samantha Bond retorna para interpretar Wormwood no episódio.

## Exibição internacional
O canal infantil BBC Kids(CBBC), filial da BBC no Canadá, começou a transmitir a série em 13 de janeiro de 2008 com a exibição do episódio "Invasion of the Bane". A exibição na África do Sul, pelo canal SABC 2, iniciou-se em 9 de fevereiro de 2008. ATV World, um canal de Hong Kong, passou a exibir a série em 11 de abril de 2008. A primeira série começou a ser transmitida no Estados Unidos pelo Syfy, mas essa foi a única temporada exibida nas televisões do país, porém mesmo sem ser televisionada, a série continuou sendo lançada em DVD. Na Austrália, The Sarah Jane Adventures passou a ser exibida em 31 de outubro de 2008 na Nickelodeon. A série também foi exibida na Nova Zelândia pela Nickelodeon e na Bélgica pelo Ketnet. Em 2020, a HBO MAX(plataforma streaming da Wanner Midia) adquiriu os direitos de exibição de Doctor Who junto com As Aventuras de Sarah Jane e Torchwood ainda quando apenas quando a plataforma apenas estava disponível nos Estados Unidos.
No Brasil, a série estreou na TV Cultura em 19 de novembro de 2012 e foi exibida pela mesma até meados de 2013, sendo a unica Spin-off à ganhar dublagem em português no Brasil.